# 小行星3511
小行星3511（英語：3511 Tsvetaeva）是一颗围绕太阳公转的小行星。1982年10月14日，柳德米拉·瓦斯列娜·朱然勒娃、柳德米拉·卡拉季奇在克里米亚发现了此天体。
这颗小行星的绝对星等为238.28088等。